# Cubavisión

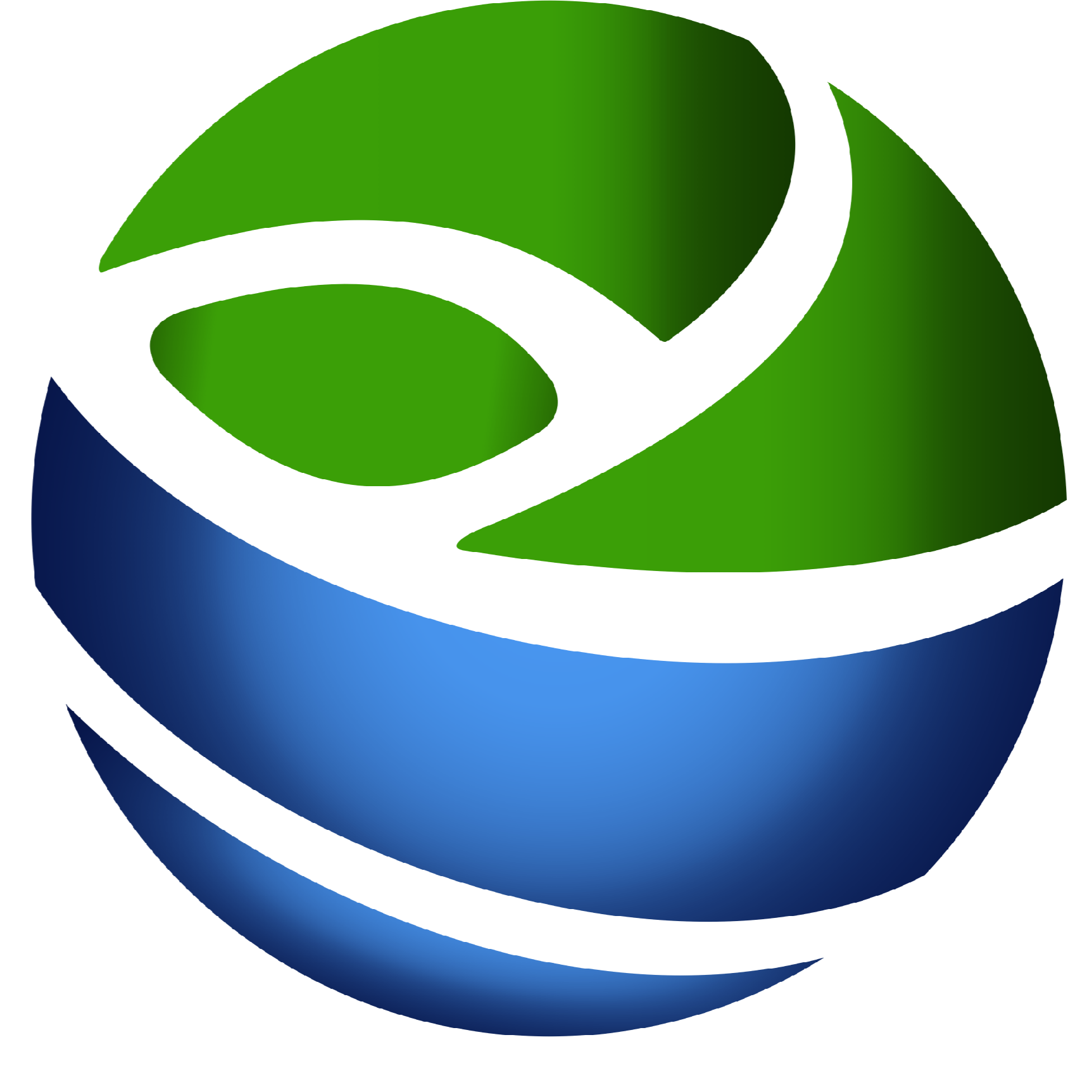
Logotip del canal.

Cubavisión és el canal principal de la Televisió Cubana. Transmet per aire amb abast nacional durant les 24 hores del dia i té una versió per cable d'abast global anomenada Cubavisión Internacional. fundada el 1986.
Els orígens de Cubavisió es remunten al 18 de desembre de 1950, quan es realitzen les primeres transmissions de CMQ TV des de l'edifici Radio Centro. Va ser fundat per Goar Mestre. Aquest canal comercial de televisió va iniciar les seves transmissions regulars el 21 de març del 1951.